# American Falls, Idaho
American Falls är en ort (city) i den amerikanska delstaten Idaho med en yta av 4 km² och en folkmängd som uppgår till 4 457 invånare (2010). American Falls är administrativ huvudort i Power County.
Alla av ortens 344 invånare fick flytta år 1925 då American Falls-dammen byggdes. Flytten gällde även fem kyrkor, en skola och ett sjukhus.